# Isa Barzizza
Luisita Barzizza, meglio conosciuta come Isa Barzizza (Sanremo, 22 novembre 1929 – Palau, 28 maggio 2023), è stata un'attrice italiana.
Ha avuto una lunghissima carriera da attrice dalla seconda metà degli anni quaranta alla prima metà degli anni duemiladieci, affermandosi come interprete della rivista, del cinema e della televisione, fin dalle prime trasmissioni sperimentali.

## Biografia

Isa Barzizza accanto a Totò nel film Le sei mogli di Barbablù (1950)

Figlia del direttore d'orchestra Pippo Barzizza e di Tatina Salesi (e sorella maggiore del regista Renzo Barzizza), studiò al Liceo classico Vincenzo Gioberti di Torino e iniziò parallelamente a partecipare a rappresentazioni teatrali di prosa in ruoli secondari vicino ad attori come Ruggero Ruggeri, Elsa Merlini ed Eduardo De Filippo.
All'inizio Pippo Barzizza era contrario all'attività teatrale della figlia, ma fu Erminio Macario che la lanciò nel mondo del teatro dopo che la Barzizza ebbe terminato gli studi liceali. Il grande attore chiese personalmente al padre di Isa di farla debuttare in una sua rivista. Pippo Barzizza accettò a patto che Isa fosse sempre seguita da una governante, e così fu. 
Isa debuttò con Le educande di San Babila del 1947, seguita poi da Follie di Amleto del 1947-48. Dotata di un fisico avvenente e di una spigliata ironia, divenne molto presto una delle beniamine del teatro leggero e musicale del dopoguerra italiano.

### In teatro con Totò
Il suo secondo padrino fu Totò, da cui imparò tutti i segreti del mestiere: dal rapporto diretto con il pubblico ai tempi comici, dalla mimica all'uso dello spazio sul palcoscenico. In campo teatrale interpretò con Totò due spettacoli: C'era una volta il mondo (1948) e Bada che ti mangio (1949). In quest'ultima commedia nacque la gag del vagone letto, riproposta anche nel film Totò a colori del 1952. Visto il successo dello sketch e la travolgente comicità di Totò, dopo alcuni mesi di repliche dai sette minuti della prima arrivò a durare ben 45 minuti. Il comico napoletano era capace di aggiungere sempre qualcosa di nuovo per venire incontro all'entusiasmo del pubblico.

### Il cinema e la televisione

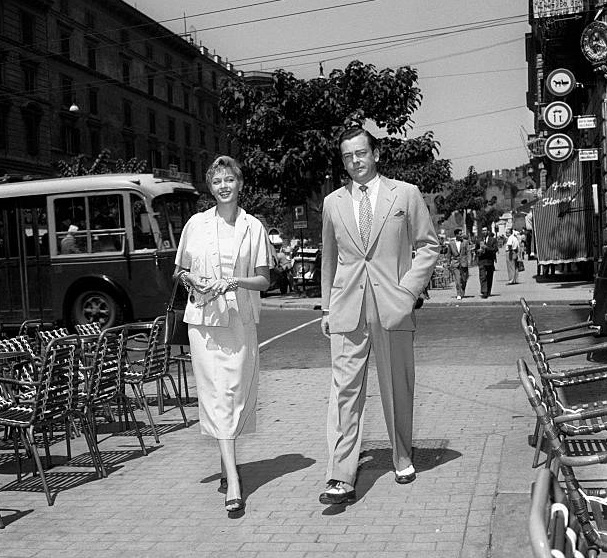
Isa Barzizza con il marito Carlo Alberto Chiesa

La Barzizza con Totò debuttò anche al cinema nel film I due orfanelli del 1947 e realizzò con lui 10 film. La sua filmografia conta nel complesso una trentina di pellicole in ruoli per lo più secondari, come spalla dei comici maschili, con i quali già lavorava a teatro. Forse l'unico ruolo da protagonista che interpretò fu quello in Viva la rivista! del 1953, dove cantava un blues con un fatale vestito nero di raso con lo spacco.
Nella stagione 1951-52 lavorò con Garinei e Giovannini che omaggiarono la sua grande bellezza e il suo spigliato senso dell'umorismo in riviste come Gran baldoria, che riscosse un grande successo di pubblico. Negli stessi anni si cimentò anche nel teatro di prosa recitando William Shakespeare ne La dodicesima notte per la regia di Renato Castellani.
Il 3 gennaio 1954, giorno d'inizio dei programmi ufficiali della televisione italiana, la Rai trasmise l'atto unico di Carlo Goldoni Osteria della posta nel quale la Barzizza era l'attrice protagonista. Seguirono numerose altre commedie. Nel 1955-56 ebbe un nuovo successo con la commedia musicale Valentina, la storia d'amore di due fidanzati che fanno un salto in avanti nel tempo.
Nel 1960, a soli 31 anni, decise d'interrompere la carriera nel teatro brillante in seguito alla morte del marito, il regista televisivo Carlo Alberto Chiesa, per un incidente stradale avvenuto il 3 giugno 1960 sulla via Aurelia.  Seguendo un consiglio agli inizi degli anni sessanta fondò una società di doppiaggio, dedicandosi a questa attività, sia come imprenditrice sia come direttrice artistica.
Tornò a teatro solo nei primi anni novanta, di nuovo in commedie come La pulce nell'orecchio per la regia di Gigi Proietti, o Arsenico e vecchi merletti di Joseph Kesselring, per la regia di Mario Monicelli. Nel 1995 partecipò al Festival di Spoleto con L'ultimo Yankee di Arthur Miller e nel 1999 interpretò una versione della riduzione teatrale del romanzo Sorelle Materassi di Aldo Palazzeschi, accanto a Lauretta Masiero.
Nello stesso periodo riprese a lavorare anche al cinema e in televisione: condusse su Raitre il rotocalco Mai dire mai nel 1989 con Fabio Fazio e Giampiero Mughini e partecipò alle due stagioni della serie televisiva di Raiuno Non lasciamoci più (1999 e 2001). Nel 2012 nel film Viva l'Italia interpretò il ruolo di Marisa, anziana ricoverata in un ospedale.
Nel 2010 fu nella giuria del festival cinematografico internazionale Visionaria di Siena.
Il 12 gennaio 2020 è stata ospite di Mara Venier nel programma televisivo Domenica in, dove ha raccontato la sua vita e la sua carriera di attrice e soubrette di successo al fianco di grandi artisti come Totò, Erminio Macario e la coppia Garinei e Giovannini.

### Morte
Isa Barzizza è morta il 28 maggio 2023 all'età di 93 anni nella sua casa di Palau, comune sardo dove viveva da oltre quarant'anni e del quale era cittadina onoraria. Il funerale è stato celebrato nel pomeriggio del 29 maggio nella chiesa del Redentore a Palau.

## Vita privata
Dopo essere rimasta vedova di Chiesa, per alcuni anni si dedicò totalmente alla loro unica figlia, Carlotta; si legò poi sentimentalmente al costruttore edile Enzo Villoresi.

## Filmografia

### Cinema

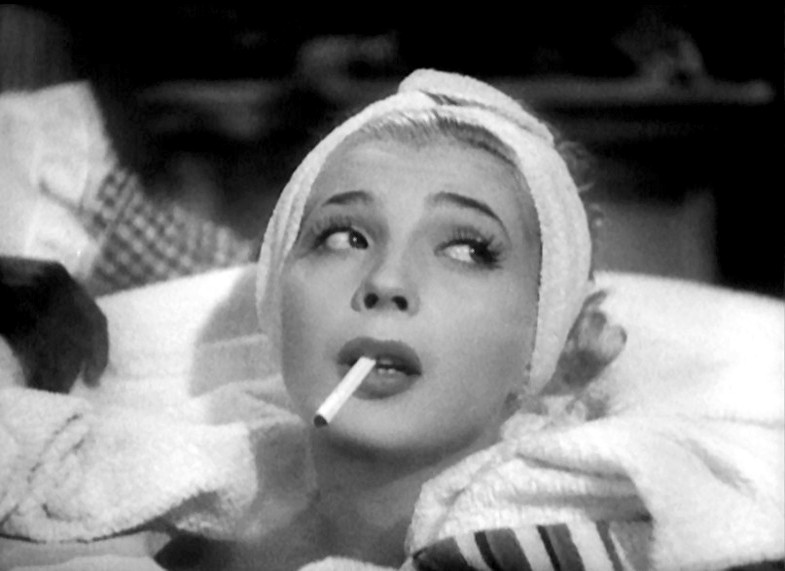
Isa Barzizza in Fifa e arena (1948)

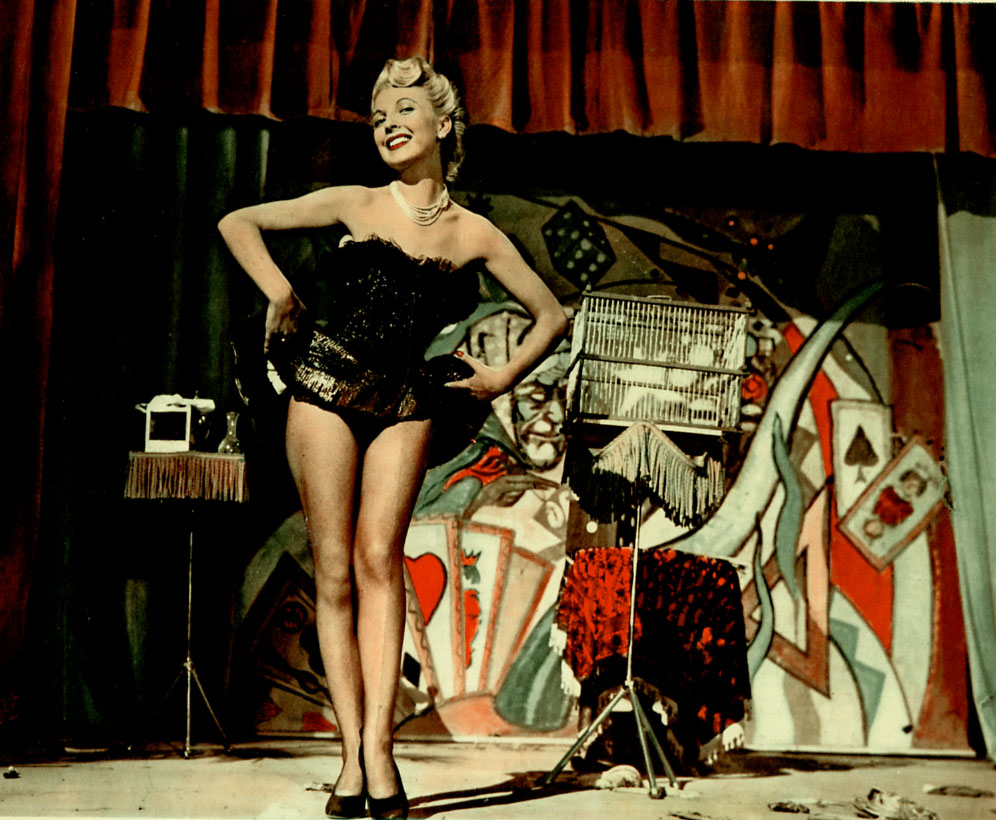
Isa Barzizza in Porca miseria! (1951)

- I due orfanelli, regia di Mario Mattoli (1947)
- Dove sta Zazà?, regia di Giorgio Simonelli (1947)
- Fifa e arena, regia di Mario Mattoli (1948)
- Totò al Giro d'Italia, regia di Mario Mattoli (1948)
- I pompieri di Viggiù, regia di Mario Mattoli (1949)
- Adamo ed Eva, regia di Mario Mattoli (1949)
- Le sei mogli di Barbablù, regia di Carlo Ludovico Bragaglia (1950)
- Botta e risposta, regia di Mario Soldati (1950)
- Il vedovo allegro, regia di Mario Mattoli (1950)
- L'inafferrabile 12, regia di Mario Mattoli (1950)
- Figaro qua, Figaro là, regia di Carlo Ludovico Bragaglia (1950)
- Il mago per forza, regia di Metz e Marchesi (1951)
- Porca miseria!, regia di Giorgio Bianchi (1951)
- Sette ore di guai, regia di Metz e Marchesi (1951)
- Milano miliardaria, regia di Metz e Marchesi (1951)
- Era lui, si, si!, regia di Marino Girolami (1951)
- Cinque poveri in automobile, regia di Mario Mattoli (1952)
- Primo premio: Mariarosa, regia di Sergio Grieco (1952)
- Bellezze in motoscooter, regia di Carlo Campogalliani (1952)
- Totò a colori, regia di Steno (1952)
- Senza veli, regia di Carmine Gallone e Arthur Maria Rabenalt (1952)
- Siamo tutti inquilini, regia di Mario Mattoli (1953)
- Canzoni a due voci, regia di Gianni Vernuccio (1953)
- Viva la rivista!, regia di Enzo Trapani (1953)
- Gioventù alla sbarra, regia di Ferruccio Cerio (1953)
- Non è mai troppo tardi, regia di Filippo Walter Ratti (1953)
- La figlia del reggimento, regia di Géza von Bolváry e Tullio Covaz (1953)
- Un turco napoletano, regia di Mario Mattoli (1953)
- Le avventure di Cartouche, regia di Gianni Vernuccio (1954)
- Totò cerca pace, regia di Mario Mattoli (1954)
- Gran varietà, regia di Domenico Paolella (1954)
- Appassionatamente, regia di Giacomo Gentilomo (1954)
- Un palco all'opera, regia di Siro Marcellini (1955)
- I pinguini ci guardano, regia di Guido Leoni (1956)
- C'eravamo tanto amati, regia di Ettore Scola (1974)
- Il garofano rosso, regia di Luigi Faccini (1976)
- Il momento dell'avventura, regia di Faliero Rosati (1983)
- Fiori di zucca, regia di Stefano Pomilia (1989)
- Grazie al cielo, c'è Totò, regia di Stefano Pomilia (1991)
- No mamma no, episodio di 80mq, regia di Cecilia Calvi (1993)
- Assolo, cortometraggio, regia di Marco Pozzi (1995)
- Ardena, regia di Luca Barbareschi (1997)
- Asini, regia di Antonello Grimaldi (1999)
- 7 km da Gerusalemme, regia di Claudio Malaponti (2007)
- Una sconfinata giovinezza, regia di Pupi Avati (2010)
- Viva l'Italia, regia di Massimiliano Bruno (2012)
- Maledimiele, regia di Marco Pozzi (2012)
- Mia, regia di Fulvio Ottaviano (2012)
- Studio illegale, regia di Umberto Carteni (2013)
- Indovina chi viene a Natale?, regia di Fausto Brizzi (2013)

### Televisione
- Non lasciamoci più – serie TV (1999-2001)
- Valeria medico legale – serie TV, episodio 2x02 (2002)
- Butta la luna – serie TV, episodio 1x01 (2006)
- Per una notte d'amore, regia di Vittorio Sindoni – miniserie TV, 2 episodi (2008)
- Cugino & Cugino – serie TV, episodio 1x04 (2011)

## Teatro
- Gran baldoria, rivista di Garinei e Giovannini (1951)

## Prosa televisiva Rai
- L'osteria della posta, regia di Franco Enriquez, trasmessa il 3 gennaio 1954.
- Non ti conosco più di Aldo De Benedetti, regia di Claudio Fino, trasmessa il 22 gennaio 1954.
- Gavino e Sigismondo di Cesare Giulio Viola, regia di Silverio Blasi, trasmessa il 9 aprile 1954.
- Come lui mentì al marito di lei, regia di Alessandro Brissoni, trasmessa il 16 giugno 1954.
- Paquebot tenacity di Charles Vildrac, trasmessa il 2 luglio 1954.
- Wunder Bar, commedia musicale di Herczeg e Farkas, musiche di Robert Katscher, regia di Daniele D'Anza, trasmessa il 30 agosto 1955.

## Pubblicità
Nel 1957 ha preso parte alla trasmissione televisiva giornaliera pubblicitaria di Carosello, pubblicizzando il brandy Gran Senior delle distillerie Fabbri insieme a Erminio Spalla, Sylva Koscina, Dawn Addams, Luciana Peverelli, Virna Lisi, Sandra Milo, Nilla Pizzi ed Emilio Schuberth e nel 1958 nella medesima rubrica ha pubblicizzato Vitapointe e lo shampoo Vibum per la Chlorodont.

## Doppiatrici
- Lydia Simoneschi in Primo premio: Mariarosa